# Paracanthopterygii
Paracanthopterygii è un superordine di pesci.

## Ordini
- Batrachoidiformes
- Gadiformes
- Lophiiformes
- Ophidiiformes
- Percopsiformes